# Sant Miquel (Gurp)
Sant Miquel és un paratge del terme municipal de Tremp, al Pallars Jussà, dins de l'antic terme de Gurp de la Conca.
Està situat al sud-oest del poble de Gurp i de les Bordes de Seix, en un contrafort meridional de Montibarri, al capdamunt de la llau del Rial. Conté la Borda de Figuera i les restes de l'església romànica de Sant Miquel de Gurp.